# Werther-Effekt
Als Werther-Effekt wird in der Medienwirkungsforschung, Sozialpsychologie und Soziologie die Annahme bezeichnet, dass ein kausaler Zusammenhang zwischen Suiziden, über die in den Medien ausführlich berichtet wurde, und einem Anstieg der Suizidrate in der Bevölkerung besteht.

## Begriffsherkunft
Der Begriff geht zurück auf das Auftreten einer „Suizidwelle“ nach der Veröffentlichung von Goethes Roman Die Leiden des jungen Werthers im Jahr 1774 und seiner zahlreichen Nachahmungen (Wertheriaden). Dieses Phänomen wurde in der Wissenschaft kontrovers diskutiert: Während einige Forscher von einer Epidemie sprachen, verweisen andere auf die rückwirkend unzureichende epidemiologische Erfassung oder sprechen von keinen nachweisbaren Selbsttötungen in der Nachahmung von Werther. Andere Forscher verweisen auf eine zweistellige Anzahl von Suiziden, die nachweislich in Zusammenhang mit dieser Buchpublikation gestanden hätten. Ein Fall davon betrifft Christiane Henriette Sophie von Laßberg, die sich am 16. Januar 1778 in der Ilm ertränkte. Sie hatte angeblich ein Exemplar eines Werther bei sich. In Adam Mickiewiczs romantischem Dramenzyklus Totenfeier (1823) begeht der Protagonist Gustaw Suizid auch unter dem Einfluss der Lektüre von Goethes Roman.
Vom Werther-Effekt zu unterscheiden ist der Begriff des „Wertherfiebers“, der das Phänomen bezeichnet, dass Teile der bürgerlichen Jugend in Reaktion auf den Roman unter anderem wie die Figur des Werther die so genannte Werther-Tracht trugen (blauer Tuchfrack, gelbe Weste, Kniehosen aus gelbem Leder, Stulpenstiefeln und ein runder, grauer Filzhut). 
Goethe hatte nicht mit einer solchen Wirkung seines Werkes gerechnet. Er schrieb später in Dichtung und Wahrheit:

„Wie ich mich […] dadurch erleichtert und aufgeklärt fühlte, die Wirklichkeit in Poesie verwandelt zu haben, so verwirrten sich meine Freunde daran, indem sie glaubten, man müsse die Poesie in Wirklichkeit verwandeln, einen solchen Roman nachspielen und sich allenfalls selbst erschießen; und was hier im Anfang unter wenigen vorging, ereignete sich nachher im großen Publikum und dieses Büchlein, was mir so viel genützt hatte, ward als höchst schädlich verrufen.“

Der Stadtrat in Leipzig verbot im Januar 1775 die Verbreitung des Werther mit der Begründung: „Es wird hier ein Buch verkauft, welches den Titel führt Leiden des jungen Werthers. Diese Schrift ist eine Empfehlung des Selbst Mordes.“ 
Er verbot das Tragen der Werther-Tracht; dieses Verbot wurde 1825 aufgehoben. Auch in anderen Städten wurde die Verbreitung des Briefromans untersagt.
Der Leipziger Rechtswissenschaftler Christian Gottlieb Hommel soll 1778 geäußert haben: „Alle Welt hat dieses Buch gelesen, aber sich noch niemand erschossen.“ Und an anderer Stelle: „Ich weiß aber, daß einer sich erhängt hat, der einen theologischen Schrieb gegen Goethe bis zum Ende durchgelesen hat.“

## Wissenschaftliche Forschung
Für den Wirkungszusammenhang zwischen dem Vorbild-Suizid und den Nachfolgetaten benutzen Wissenschaftler die Begriffe Imitationshypothese, Suggestionstheorie, Enthemmungseffekt oder Ansteckungshypothese. Der „Werther-Effekt“ wird nicht nur von Medienforschern und Psychologen untersucht, sondern auch von Wissenschaftlern der Suizidologie.
Der Begriff Werther-Effekt wurde 1974 von dem amerikanischen Soziologen David P. Phillips eingeführt, der als erster Wissenschaftler einen Zusammenhang zwischen der Berichterstattung über Suizide Prominenter und der Suizidrate der Bevölkerung nachweisen konnte. Er recherchierte, über welche Selbsttötungen Prominenter die New York Times in den Jahren 1947 bis 1967 auf der Titelseite berichtet hatte – es waren 33 Fälle –, und untersuchte die amtlichen Statistiken über Todesfälle auf mögliche Auswirkungen auf die Suizidrate. Phillips stellte in allen Fällen einen Anstieg der Suizidrate fest. Die Zahl der Nachahmungstäter war umso höher, je prominenter der Suizident war. Die größte Suizidwelle dieser Untersuchung wurde durch die Berichterstattung über den Tod Marilyn Monroes ausgelöst, obwohl es zu ihrem Tod verschiedene Theorien gab. Weitere Studien von Phillips, in denen er behauptete, Nachahmungen seien auch kausal nach fiktiven Suiziden in Seifenopern nachweisbar, gelten jedoch als unzureichend und nicht aussagekräftig.
In Deutschland beobachteten die Psychologen Armin Schmidtke und Heinz Häfner im Zusammenhang mit dem mehrteiligen ZDF-Film Tod eines Schülers im Jahr 1981 eine statistische Häufung bei Eisenbahnsuiziden unter Jugendlichen in Westdeutschland. Die sechs Folgen erzählen die Vorgeschichte einer Selbsttötung durch einen Eisenbahnzug aus verschiedenen Perspektiven, der Moment des Suizids wurde zu Beginn jeder Folge gezeigt. Die Rate der Eisenbahnsuizide unter 15- bis 19-Jährigen nahm in der Zeit während und fünf Wochen nach der Ausstrahlung der Serie im Vergleich zu den Jahren davor und danach bei Männern um 175 Prozent und bei Frauen um 167 Prozent zu. Bei Männern im Alter über 40 und Frauen über 30 Jahren wurde dagegen kein Effekt festgestellt. Die Serie wurde anderthalb Jahre später erneut gezeigt und produzierte dann einen etwas geringeren Effekt.
Jüngere Studien kommen zu der Feststellung, dass es Nachahmungseffekte bei Suiziden gibt, wobei diese bei der Berichterstattung realer Fälle höher ausfallen als bei fiktionalen Suiziden. Jane Pirkis und R. Warwick Blood werteten 2001 in einer Metastudie 42 Studien aus und gelangten zu ähnlichen Ergebnissen. Nach Schmidke und Schaller sowie anderen sind folgende Einflussgrößen relevant: Publizitätsgrad, Art der Medien, Anzahl und Art der Rezipienten, Eigenschaft der Rezipienten, Art des dargestellten Verhaltens, Valenz des Modells („Vorbild“), Darstellung der Konsequenzen sowie kurz- und langfristige Effekte der Medienmodelle auf den Rezipienten. Nicht bestätigt sowie teilweise kritisiert wird die Gefahr eines reinen Kausalzusammenhangs: Robert D. Goldney stellte die Beziehung zwischen Medienberichten und Suiziden zwar nicht in Frage, warnte aber davor, Medien zum „Sündenbock“ zu machen. Vielmehr seien andere Risikofaktoren wie psychische Störungen mitursächlich.
Neben prominenten Vorbildern spielen bei Suiziden auch der Ort und die Methode des Suizids eine Rolle. So gilt die Golden Gate Bridge als Reiseziel von Suizidenten. Ebenso sei nach der Berichterstattung über Robert Enke die Zahl der Schienensuizide angestiegen, nach Angaben des Leipziger Psychiatrieprofessors Ulrich Hegerl mit viermal so vielen Toten unmittelbar nach der Tat. Bereits in den 1950er Jahren wurde nach der Berichterstattung über das Pflanzenschutzmittel E 605 eine Zunahme der suizidalen Vergiftungen mit diesem Mittel registriert. Karl-Heinz Ladwig, Professor für Psychosomatische Medizin sagte: „Man muss sich noch nicht einmal mit dem Menschen identifizieren können, um seine Tat nachzuahmen.“ Es genüge bereits, dass sich durch Medienberichte die Methode oder der Ort des Suizids im kollektiven Bewusstsein festsetze.
Im Juli 2017 forderte der Berufsverband der Kinder- und Jugendärzte, die US-Fernsehserie Tote Mädchen lügen nicht über den Suizid einer Schülerin sofort abzusetzen, da sie eine erhebliche Gefahr für labile und psychisch kranke junge Menschen bedeute. Er verwies dabei auf den Werther-Effekt. Verbandssprecher Josef Kahl erklärte, dass diese Serie internationale Richtlinien missachte, wie über Suizid berichtet werde.
Gould et al. veröffentlichten 2014 eine Studie, in der die Berichterstattung von Suiziden, bei denen es danach innerhalb eines halben Jahres zu einer Häufung von Suiziden am selben Ort kam, und die Berichterstattung von Suiziden, nach denen es zu keinen weiteren Suiziden kam, verglichen wurden. Es zeigte sich, dass die Berichterstattung, bei der es danach zu einer Häufung von Suiziden am selben Ort kam, häufiger und detaillierter über den ersten Suizid berichtete. Es wurden u. a. Name, Zeit, Ort, Methode und Abschiedsbriefe veröffentlicht und der Bericht war häufiger auf Titelseiten. Es zeigten sich in dieser Studie größere Effekte beim Bericht über Suizid von Jugendlichen und Prominenten, mit denen sich die Suizidgefährdeten identifiziert und sie als Vorbild gesehen haben.
Sonneck et al. (1994) fanden heraus, dass die U-Bahn-Suizide in Wien zwischen 1984 und 1987 enorm gestiegen waren. Die Gründe für den Anstieg der Suizide in diesem Zeitraum liegen u. a. darin, dass das U-Bahn-System als Suizidmittel eine hohe Akzeptanz erfuhr und sehr dramatische Berichterstattungen über die Suizide in allen großen österreichischen Zeitungen veröffentlicht wurden. Unklar ist, inwiefern die Zweite Ausbaustufe (seit 1982), wobei die Bahn um viele Kilometer erweitert und somit die Möglichkeit zum Suizid größer wurde, in Betracht genommen ist. 1987 entwickelte die Arbeitsgruppe der österreichischen Gesellschaft für Suizidprävention Richtlinien für die Medien und führte Diskussionen. Seitdem druckten Zeitungen nur noch kürzere und weniger detaillierte Artikel, die nicht auf der Titelseite veröffentlicht wurden, oder berichteten erst gar nicht über einen Suizid.
Fink et al. (2018) untersuchten den Anstieg der Suizide in den Vereinigten Staaten nach dem Tod des Schauspielers Robin Williams am 11. August 2014 und stellten fest, dass in den Monaten August bis Dezember 2014 18.690 Suizide verzeichnet wurden, was 1.841 Fällen (9,85 %) mehr entspricht als erwartet. Dieser Anstieg war geschlechts- und altersübergreifend, wobei Männer und Personen im Alter von 30 bis 44 Jahren den größten Zuwachs an Suizidfällen aufwiesen; insbesondere stiegen Suizide durch Erstickung um 32,3 %. Die Zunahme der Suizide und die verstärkte Medienberichterstattung über Robin Williams unmittelbar nach seinem Tod deuten somit darauf hin, dass sein Tod und die darauf folgende Berichterstattung möglicherweise einen Einfluss auf die Suizidrate hatten.

## Reaktion der Medien
Seit 1997 gibt es zum Schutz des Privatlebens und der informationellen Selbstbestimmung der Betroffenen eine Richtlinie des Deutschen Presserats zur Berichterstattung über Suizidenten: „Die Berichterstattung über Selbsttötung gebietet Zurückhaltung. Dies gilt insbesondere für die Nennung von Namen und die Schilderung näherer Begleitumstände.“ Allerdings hat der Pressekodex keine bindende Wirkung. Die Chefredaktion der Bild-Zeitung etwa äußert, dass die Redakteure des Blattes „mitunter das Berichterstattungsinteresse deutlich höher einschätzen als der Presserat.“ Dies werde „in Grenzfällen immer so sein“.
In Norwegen enthielt bereits die früheste Fassung des Vær-varsom-Plakats von 1936 als zweiten Satz die Aufforderung, die Presse solle „nicht über Suizid, Suizidversuche und Geisteskrankheiten“ berichten, „außer in ganz außerordentlichen Fällen“. Bei diesem Plakat handelt es sich um eine bis heute maßgebende Selbstverpflichtung für norwegische Journalisten.
Publizistikwissenschaftler der Uni Mainz stellten in einer empirischen Untersuchung zum Fall Robert Enke fest, dass deutsche Medien keineswegs eine selbstauferlegte Zurückhaltung zeigten, sondern ausführlich über die Selbsttötung berichtet hatten.
Der Schweizer Presserat hat eine Leitlinie, die das Anregen von Nachahmungen vermeiden soll: „In allen Fällen beschränkt sich die Berichterstattung auf die für das Verständnis des Suizids notwendigen Angaben und darf keine intimen oder gar herabsetzenden Einzelheiten enthalten. Um das Risiko von Nachahmungstaten zu vermeiden, verzichten Journalistinnen und Journalisten auf detaillierte, präzise Angaben über angewandte Methoden und Mittel.“
Viele Medien haben interne Richtlinien zur Berichterstattung über Suizide und verpflichten sich zum freiwilligen Verzicht auf Publikation, sofern die Umstände der Selbsttötung nicht bereits für öffentliches Aufsehen gesorgt haben.
Dass das Thema in Redaktionen nicht noch ernster genommen wird, erklärt der Medienjournalist Stefan Niggemeier damit, dass die bisherigen Erkenntnisse der Forschung dem Selbstverständnis von Journalisten entgegenstehen: „Schon der Gedanke, dass nur das Berichten einer Tatsache – sogar unabhängig davon, ob man Namen oder andere Details nennt – erhebliche negative Folgen haben kann, ist schwierig für Journalisten.“ Er kommt zu dem Schluss: „Natürlich muss es dann auch möglich sein, zu sagen: Das hier ist zwar eine ganz spannende Geschichte, und ich weiß auch 37 Details, die ich gerne erzählen würde, aber ich schreibe trotzdem ganz nüchtern und lasse von den 37 Details 36 weg. Ja, das läuft den normalen Regeln des Journalismus zuwider, aber an der Stelle müssen die Regeln dann halt mal ausgesetzt werden!“
Die Blue Whale Challenge (oder ,Blue Whale Game‘), die sich in den letzten Jahren im Netz verbreitet hat und eigentlich ein Hoax sein soll, hat aufgrund der Aufmerksamkeit, die sie in den Medien erhalten hat, viele (suizidale) Jugendliche dazu gebracht, im Internet nach riskanten Inhalten zu suchen und sich für derartige Spiele zu interessieren. Je mehr unreflektierte Berichterstattungen es über solche Challenges gibt, desto mehr werden Menschen, die gefährdet sind, dazu geleitet, sich an eigenen Gruppen zu versuchen, und vermutlich werden sich desto mehr Teenager auf die Suche nach solchen Gruppen begeben.

## Papagenoeffekt
Der Papagenoeffekt steht inhaltlich dem Werther-Effekt gegenüber und beschreibt den Umstand, dass eine gewisse Berichterstattung über Suizide sogar solche in Zukunft verhindern kann.
Wichtig sind hierbei folgende Aspekte:
- Beschreibungen von konstruktivem Krisenmanagement
- Vermeidung einer monokausalen Darstellung des Motivs
- Verzicht auf detailreiche Beschreibungen der genauen Umstände der Tat und der Person
- Interviews mit Angehörigen
- Keine Heroisierung oder Romantisierung
- individuelle Problematik erklären, Lösungsansätze und professionelle Hilfsangebote aufzeigen

Der Begriff stammt von der Figur Papageno aus Mozarts Oper Die Zauberflöte (8. Bild. Wie II/6), der seine Suizidgedanken mit Hilfe von Anderen überwinden kann.

## Empirische Befunde
Eine Studie des Suizidforschers Niederkrotenthaler et al. (2010) an der Medizinischen Universität Wien, in der circa 500 Artikel zum Thema Suizid und Zusammenhänge mit Änderungen und Suizidraten analysiert wurden, zeigte, dass die Darstellung des individuellen Suizidgedankens ohne suizidales Verhalten negativ mit Suizidraten korreliert und Berichte über Menschen, die Krisensituationen konstruktiv und ohne suizidales Verhalten bewältigen, mit einer Senkung der Suizidraten einhergehen.
Jerome A. Motto untersuchte 1970 die Häufigkeit von Suiziden während eines Streiks gegen Zeitungen in Detroit vom 17. November 1967 bis zum 10. August 1968. 268 Tage lang gab es keine Zeitungsberichte. In dieser Zeit verringerte sich vor allem die Suizidrate bei Frauen. Es zeigte sich ein Rückgang der Suizide und -versuche um 75 %. Nach Ende des Streiks stieg die Suizidrate wieder auf das vorherige Level an.